# Дауенов, Михаил Юсупович
Михаил Юсупович Дауенов (5 декабря 1943; Володарский район Астраханской области, РСФСР, СССР — 26 июля 2020; Костанай, Казахстан) — советский и казахстанский военный деятель, генерал-майор. Почётный работник и ветеран Комитета национальной безопасности Республики Казахстан.

## Биография
Родился 5 декабря 1943 года в с. Лебяжье Володарского района Астраханской области.
В 1968 году окончил Гурьевский государственный университет и начал трудовую деятельность учителем физики. Затем работал заместителем директора, инструктором, заведующим лекторской группой, заместителем, заведующим отделом пропаганды и агитации.
В 1971 году был направлен на работу в органы КГБ СССР.
С 1972 по 1985 год — старший оперуполномоченный в УКГБ по Гурьевской области, начальник отделения 5 отдела, заместитель начальника УКГБ Казахской ССР по Мангышлакской области.
С 1985 по 1992 год — заместитель начальника УКГБ Казахской ССР по Кустанайской области, начальник УКГБ по Кызыл-Ординской области, Костанайской области.
23 февраля 1992 года участвовал в операции по освобождению заложников, захваченных пятью бандитами в рейсовом автобусе на трассе Кзылорда — Сарыагаш.
С 1992 по 1998 год — главный инспектор, главный консультант ДПР КНБ.
С 1998 по 2002 год — директор Института права КГУ им. А. Байтурсынова.
С 2002 года — председатель Костанайского филиала гражданского движения «За правовой Казахстан».
С 2000 по 2010 год — преподаватель, профессор, декан юридического факультета Костанайского государственного университета имени Ахмета Байтурсынова.
Скончался 26 июля 2020 года.

## Награды и звания
- Указом президента Республики Казахстан награждён орденом «Достык» 2 степени.
- Звания «Почётный сотрудник Комитета Национальной безопасности Республики Казахстан»
- Звания «Почётный работник образования Республики Казахстан»
- Звания «Почётный гражданин города Костаная» (2011)[8]
- Медаль «За вклад в обеспечение национальной безопасности»
- Медаль «Ветеран Комитета национальной безопасности Республики Казахстан»
- Медаль «За боевые заслуги» (СССР)
- Медаль «За безупречную службу» (І, ІІ, ІІІ степени СССР)
- Правительственные медали, в том числе:
  - Медаль «10 лет независимости Республики Казахстан» (2001)
  - Медаль «50 лет Целине» (2004)
  - Медаль «10 лет Конституции Республики Казахстан» (2005)
  - Медаль «10 лет Астане» (2008)
  - Медаль «20 лет независимости Республики Казахстан» (2011)
  - Медаль «20 лет Конституции Республики Казахстан» (2015)